# 亚岗昆学院
亚岗昆学院（或阿冈昆学院, 缩写）是一所公立学院，是加拿大最大最古老的学院之一。位于加拿大第一大省安大略省的首都渥太华，是安大略省东部和首都地区最大的学院，辐射于国家首都地区、安大略省东部、魁北克省西部和纽约州北部。学院拥有三个校区，均位于安大略省：主校区位于渥太华，副校区位于珀斯和彭布罗克。学院提供一系列学科和专业的学士学位、文凭和证书。亚岗昆学院被公认为加拿大顶尖的创新领导者之一，也位于全国最好的高等教育机构之列。 学院的授权法例是安大略省《培训、学院及大学部法令》（Ministry of Training, Colleges and Universities Act）。亚岗昆学院是代表13所领先的研究密集型的、公立的理工学院的非盈利协会加拿大理工学院(Polytechnics Canada)的成员之一。

## 历史
该学院于1967年在安大略省学院系统形成期间成立。由东安大略理工学院（成立于1957年）和安大略职业发展中心·渥太华(OVC)（成立于1965年）合并而成。位于渥太华的里多校区(Rideau Campus)于1964年成立，后来西迁至伍德罗夫大道 (Woodroffe Avenue)成立伍德罗夫校区(Woodroffe Campus)，为主校区。伍德罗夫校区最初占地 8 英亩的土地是由弗兰克·瑞安 (Frank Ryan) 夫妇捐赠给市政府以支持教育事业的。 该校区位于渥太华的中间地带，毗邻学院广场购物中心(College Square Shopping Mall)和著名的住宅区Centrepointe，学院广场购物中心已发展成为渥太华最繁忙的三大购物中心之一。
渥太华建筑公司 Burgess、McLean & MacPhadyen 设计了亚岗昆学院最初的校园。校园拥有一座世纪中期现代主义风格的综合体，其开放式体块交替面对半复式结构的长玻璃区域，构成幕墙和预制骨料板。 20 世纪 60 年代初，企业园区或现代主义学术卫城的校园建筑设计风格遍布北美，亚岗昆学院的校园也是这样设计的。入口处是一个深深凹陷的露台，露台上悬挂着白色的小瓷砖和老式罐头灯。长长的墙壁被凸出，漂浮在地基上。地基种植可以防止街区显得荒凉。 

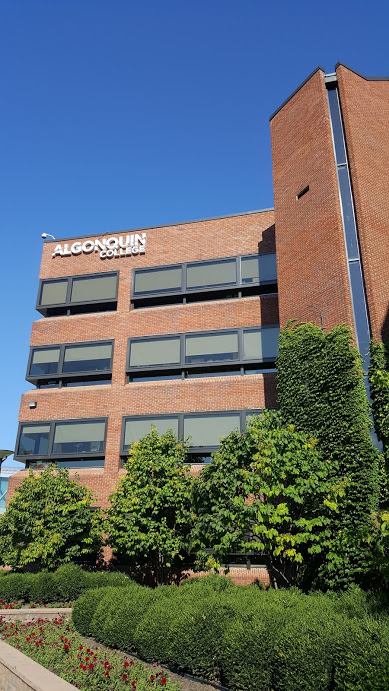
B栋

亚冈昆学院以该地区的原住民亚冈昆人命名。

## 专业
亚冈昆学院的突出和重点专业在艺术和科技领域。学校对应用理论和实践经验高度重视，有 155 个学院项目、18 个Co-op项目、40 个合作项目、6 个合作学位项目和 6 个学士学位项目。其中一些学位是通过与卡尔顿大学和渥太华大学的直接合作伙伴关系获得的。 

## 校区扩建

### DARE区(DARE District)和亚岗昆图书馆(AC Library)

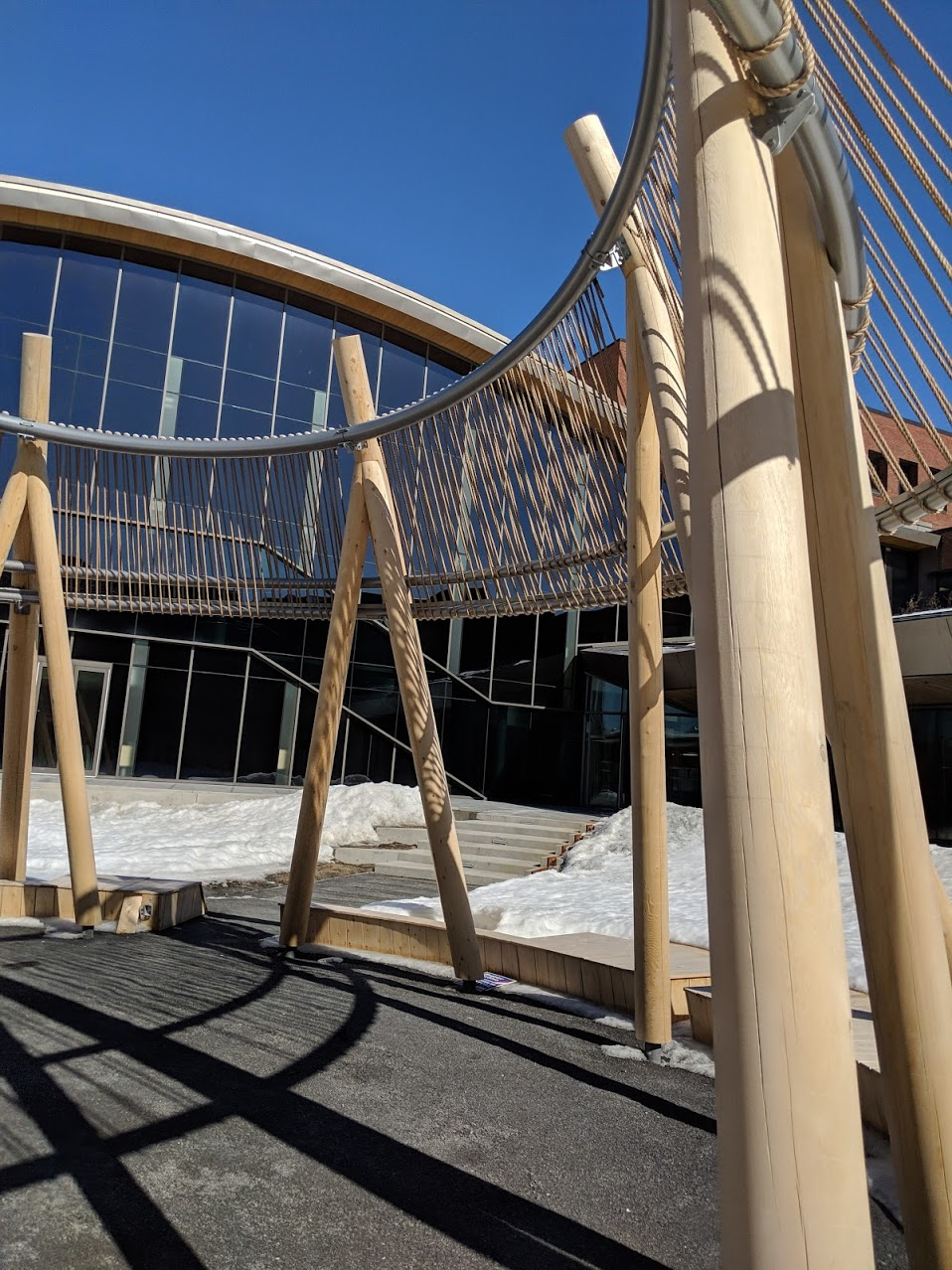
戴尔区原住民庭院(Dare District Indigenous Courtyard)

2016 年，亚冈昆学院启动了一项耗资 4,490 万美元的建筑翻新项目，于 2018 年春/夏季完成此次翻修工程在学院原来的“C”大楼内进行。建设完成后，大部分行政人员都在此楼内工作。

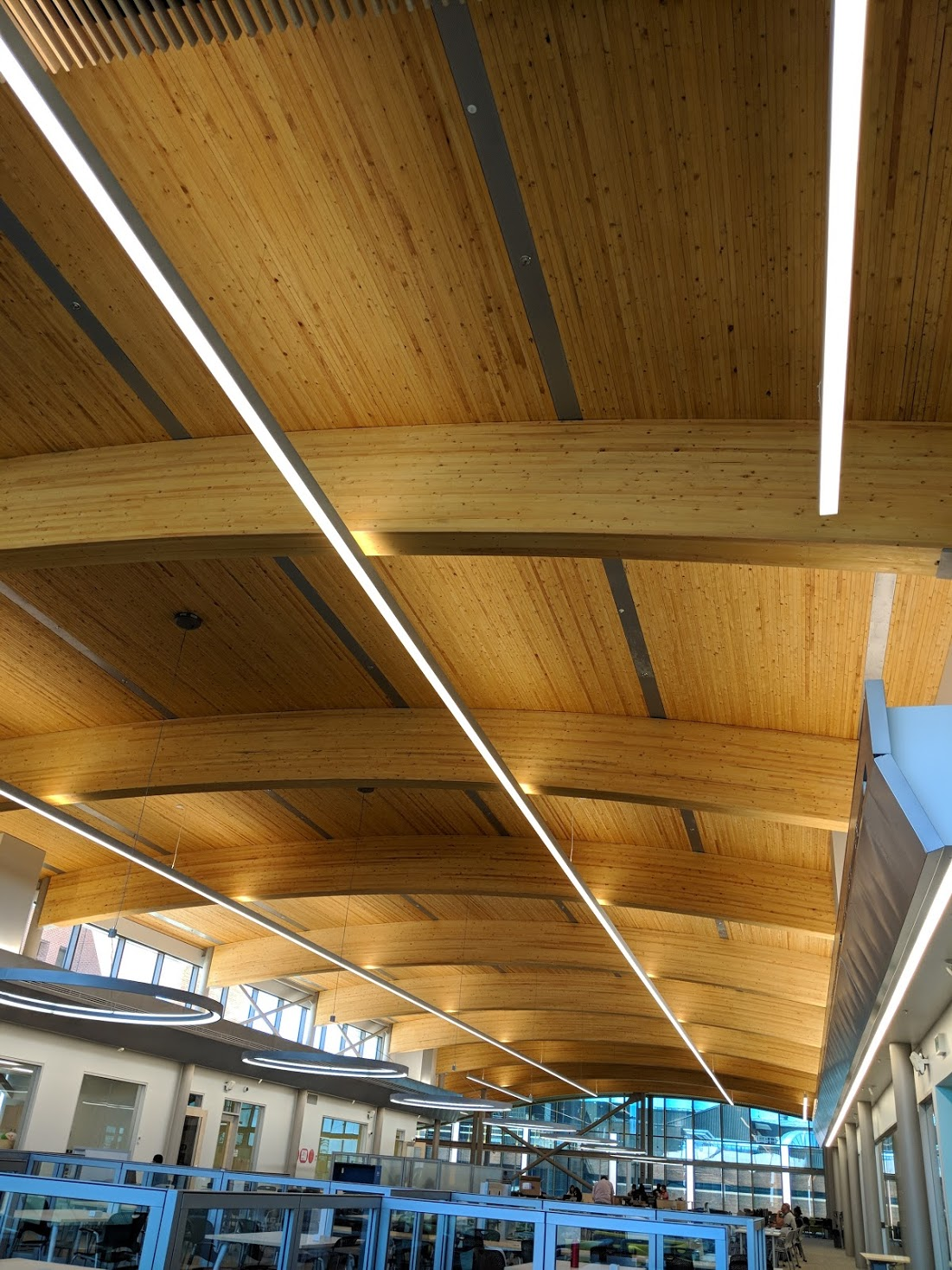
AC图书馆开放式概念天花板

这一重大改造的目的是改善校园图书馆，并为学生、教职员工和教师提供一系列成长和学习的协作空间。新大楼被称为 DARE 区，DARE代表发现(Discovery)、应用研究(Applied Research)和创业(Entrepreneurship)。 DARE 区还拥有新的土著创业研究所，为土著阿冈昆学院的学生和校友提供一个协作空间，以获取他们发展或创建企业所需的资源。此次改造将 C 楼的北翼改造成高性能绿色建筑，为学院研究和创新基础设施的环境可持续性做出了贡献。 

### ACCE 和 Robert C. Gillett学生共享空间(Robert C. Gillett Student Commons)

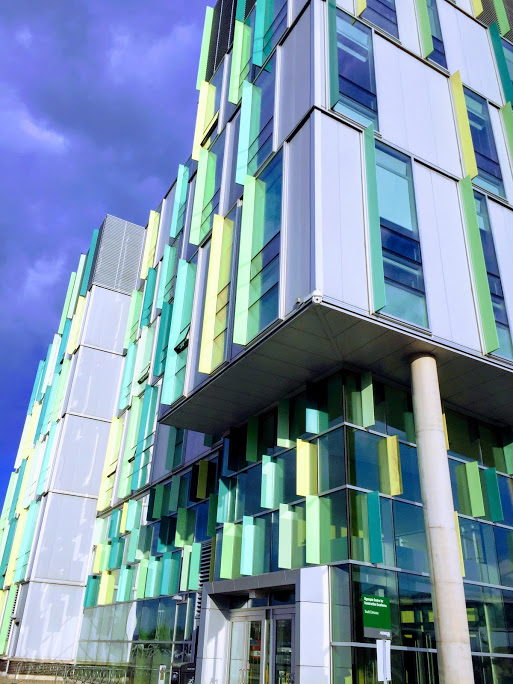
ACCE大楼于2011年启用

该建筑于 2011 年秋季开放，占地180,000-平方英尺（17,000-平方）。亚尔冈昆卓越建筑中心(Algonquin Centre for Construction Excellence)由 Edward J. Cuhaci & Associates Architects 与 Diamond Schmitt Architects 合资设计，可容纳 600 个额外的建筑座位，并为数千名学习相关课程的学生提供空间。这座独特的绿色建筑获得了能源与环境设计先锋奖 (LEED) 白金认证，展示了可持续建筑最佳实践的教学实验室。新设施整合了新的公交车站和一条新的连通天桥，耗资 400 万美元的人行天桥跨越伍德罗夫大道(Woodroffe Avenue)通往主校区。 

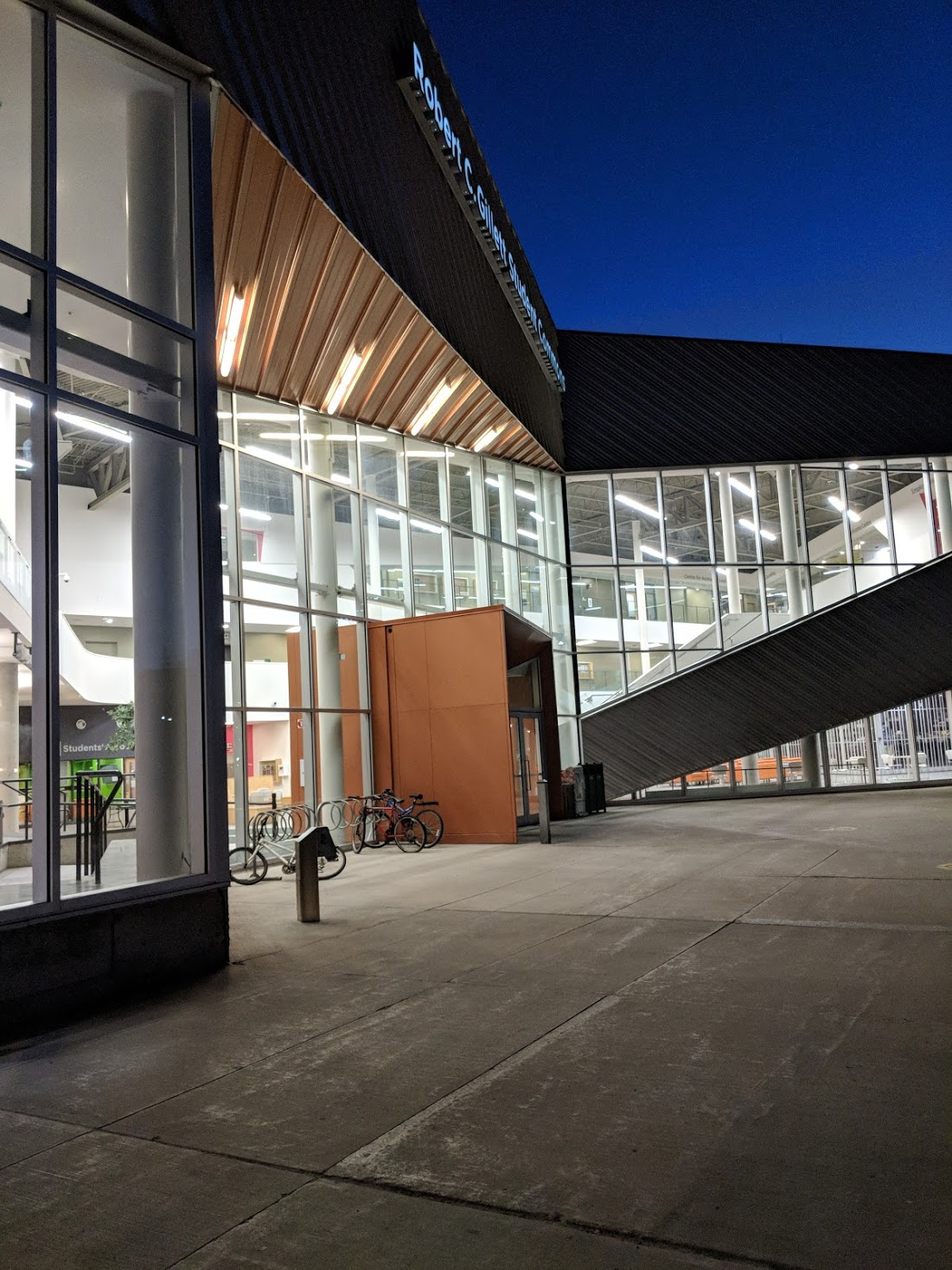
罗伯特·C·吉列学生共享区 (Robert C. Gillett Student Commons)

该建筑于 2012 年秋季开放，占地110,000-平方英尺（10,000-平方）。

### 彭布罗克河畔校区 (Waterfront Pembroke Campus)

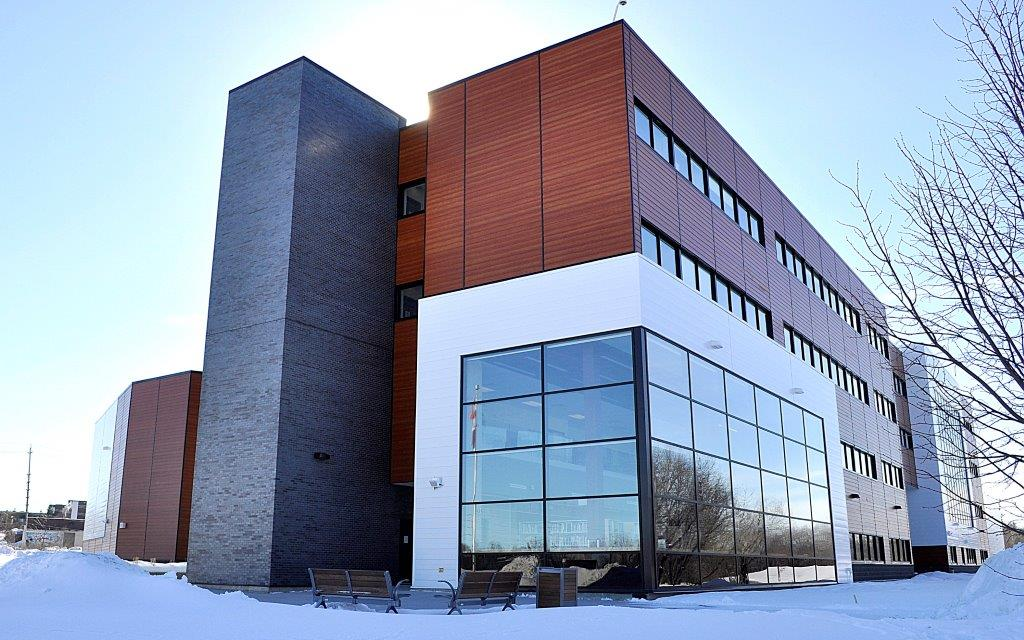
彭布罗克河畔校区 (Pembroke Waterfront Campus)

该建筑于 2012 年秋季开业，占地100,000-平方英尺（9,300-平方）。

## 杰出校友
阿卜迪瓦利·谢赫·艾哈迈德，索马里共和国前首相。
格尔曼·阿纳克塔尤约克，因纽特版画家，画家和插图画家。
麥可·巴雷特，保守党眾議院議員。
杰森·布莱恩，乡村音乐明星。
乔恩·卡萨尔，电视剧《24》的艾美奖得主制片人和导演。
兹德诺·哈拉，国家冰球联盟著名运动员。
弗兰克·科尔，纪录片制片人。
詹姆斯·西布尔斯基，TSN记者。
詹妮斯·迪恩，福克斯新闻的气象学专家。
本·德兰尼，著名的冰球运动员。
乔恩·多尔和汤姆·格林，知名的喜剧演员。
里卡多·拉里韦，电视节目主持人和美食作家。
克里斯·洛瓦兹，互联网名人，The Yogscast的成员。
马萨里，加拿大著名歌手。
尼尔·麦克唐纳，CBC华盛顿局长。
诺姆·麦克唐纳，喜剧演员。
伊恩·米勒，奥运会马术银牌得主。
拉里·奥布莱恩，科技企业家、渥太华前市长。
丹·奥图尔，SportsCentre主播，曾任Fox Sports Live主播。
安东尼·罗塔，国会议员、众议院议长。
格雷厄姆·苏查，阿尔伯塔省立法议会，卡尔加里肖的成员。
凯蒂·塔洛，电影制片人和作家。
蒂姆·蒂尔尼，渥太华市议员。

## 引用
1. ↑  . Ontario Colleges Library Service.   [6 July 2022]. （原始内容存档于2023-05-31）.
2. ↑  . www.researchinfosource.com.   [2019-07-16]. （原始内容存档于2023-01-08）.
3. ↑  http://www.e-laws.gov.on.ca/html/statutes/english/elaws_statutes_90m19_e.htm （页面存档备份，存于） Ministry of Training, Colleges and Universities Act
4. 1 2  . Ottawa Citizen. Aug 2, 1961  [December 21, 2018]. （原始内容存档于2023-06-04）.
5. ↑  . Algonquin College.   [December 21, 2018]. （原始内容存档于2023-07-04）.
6. ↑  . Ottawa Citizen. 2016-10-12  [2017-03-03]. （原始内容存档于2022-12-07） （美国英语）.
7. ↑  Technology, Algonquin College of Applied Arts and. . See Us Grow. 2017-03-01  [2017-03-03]. （原始内容存档于2018-06-14） （美国英语）.
8. ↑  . www.cuhaci.com.   [2019-07-16]. （原始内容存档于2021-04-20）.